# Yogscast
Yogscast正式名稱為Yogscast Limited，是一家总部位于英國布里斯托尔的英国娱乐公司，該公司主要在YouTube和Twitch上制作与電子游戏相关的视频。他们于2008年开始在網絡上活动，并于2011年正式注册为公司。 